# João da Rocha (Bischof)
João da Rocha SJ, auch Giovanni de Rocha, (* um 1587 in Lissabon, Königreich Portugal; † 20. Juli 1639 in Goa, Portugiesisch-Indien) war ein portugiesischer Titularbischof der römisch-katholischen Kirche.
Da Rocha trat 1603 dem Jesuitenorden bei. Papst Clemens VIII. ernannte ihn am 6. März 1623 zum Koadjutor-Patriarchen von Äthiopien und Titularerzbischof von Hierapolis in Phrygia. Etwa 1625 spendete Sebastião de São Pedro OSA, Erzbischof von Goa, ihm die Bischofsweihe.